# Saint-Bazile-de-Meyssac
Saint-Bazile-de-Meyssac település Franciaországban, Corrèze megyében. Lakosainak száma 137 fő (2022. január 1.). Saint-Bazile-de-Meyssac Lagleygeolle, Marcillac-la-Croze, Meyssac, Le Pescher és Saint-Julien-Maumont községekkel határos.

## Népesség
A település népessége az elmúlt években az alábbi módon változott:
| Lakosok száma | 191  | 148  | 140  | 156  | 139  | 135  | 130  | 128  | 127  | 137  |
|               | 1968 | 1982 | 1990 | 2006 | 2013 | 2015 | 2017 | 2019 | 2020 | 2022 |